# Liste der Baudenkmäler im Bonner Ortsteil Beuel-Mitte
Die folgende Liste enthält in der Denkmalliste ausgewiesene Baudenkmäler auf dem Gebiet des Bonner Ortsteils Beuel-Mitte im Stadtbezirk Beuel.
Hinweis: Die Reihenfolge der Denkmäler in dieser Liste orientiert sich an den Straßennamen und ist alternativ nach Hausnummern, Denkmallistennummer oder Bezeichnung sortierbar.
Basis ist die offizielle Denkmalliste der Stadt Bonn (Stand: 15. Januar 2021), die von der Unteren Denkmalbehörde geführt wird. Grundlage für die Aufnahme in die Denkmalliste ist das Denkmalschutzgesetz Nordrhein-Westfalens.
| Bild                | Bezeichnung                                                                                    | Lage                                                    | Beschreibung | Bauzeit                                   | Eingetragen seit   | Denkmal- nummer |
| ------------------- | ---------------------------------------------------------------------------------------------- | ------------------------------------------------------- | --- | ----------------------------------------- | ------------------ | --------------- |
| weitere Bilder      | Katholisches Pfarrheim                                                                         | An Sankt Josef 19a/Johann-Link-Straße Karte             | |                                           |                    | A 3714          |
| Torbogen            | Torbogen                                                                                       | An St. Josef 31 Karte                                   | |                                           |                    | A 4032          |
| weitere Bilder      | Steinwegekreuz                                                                                 | Bergweg/Hermannstraße Karte                             | | 1722                                      |                    | A 3857          |
| weitere Bilder      | Bahnhof Bonn-Beuel                                                                             | Beueler Bahnhofsplatz 1 Karte                           | Empfangsgebäude, 2 Bahnsteige mit Bahnsteigüberdachung, Güterschuppen, die im Bereich des Empfangsgebäudes befindlichen Gleise der Strecke Köln–Niederlahnstein und die Zufuhr- und Ladestraße im Bereich des Güterschuppens | um 1870                                   |                    | A 3191          |
| weitere Bilder      | Steinwegekreuz „Combahn“                                                                       | Combahnstraße/Kreuzstraße (am Alten Friedhof) Karte     | | 1881                                      |                    | A 2976          |
|                     |                                                                                                | Combahnstraße 12 Karte                                  | |                                           |                    | A 3990          |
|                     |                                                                                                | Combahnstraße 24 Karte                                  | |                                           |                    | A 3977          |
|                     |                                                                                                | Combahnstraße 35 Karte                                  | |                                           |                    | A 3826          |
| weitere Bilder      |                                                                                                | Combahnstraße 38 Karte                                  | Denkmalgeschützt: Fassade |                                           |                    | A 3394          |
| weitere Bilder      |                                                                                                | Combahnstraße 40 Karte                                  | |                                           |                    | A 3402          |
|                     |                                                                                                | Combahnstraße 42 Karte                                  | |                                           |                    | A 31            |
|                     |                                                                                                | Combahnstraße 44 Karte                                  | |                                           |                    | A 3429          |
|                     |                                                                                                | Combahnstraße 45 Karte                                  | |                                           |                    | A 3412          |
| weitere Bilder      |                                                                                                | Combahnstraße 46 Karte                                  | |                                           |                    | A 3391          |
| weitere Bilder      |                                                                                                | Combahnstraße 47 Karte                                  | |                                           |                    | A 3410          |
| weitere Bilder      |                                                                                                | Combahnstraße 48 Karte                                  | |                                           |                    | A 3404          |
|                     |                                                                                                | Combahnstraße 50 Karte                                  | |                                           |                    | A 1538          |
| weitere Bilder      |                                                                                                | Combahnstraße 51 Karte                                  | |                                           |                    | A 3415          |
|                     |                                                                                                | Combahnstraße 53 Karte                                  | |                                           |                    | A 3414          |
|                     |                                                                                                | Combahnstraße 55 Karte                                  | |                                           |                    | A 3417          |
| weitere Bilder      |                                                                                                | Combahnstraße 57 Karte                                  | |                                           |                    | A 3418          |
| weitere Bilder      |                                                                                                | Combahnstraße 65 Karte                                  | |                                           |                    | A 3982          |
| weitere Bilder      |                                                                                                | Combahnstraße 68 Karte                                  | |                                           |                    | A 3979          |
|                     |                                                                                                | Combahnstraße 90 Karte                                  | |                                           |                    | A 382           |
|                     |                                                                                                | Combahnstraße 92 Karte                                  | |                                           |                    | A 383           |
|                     |                                                                                                | Friedrich-Breuer-Straße 39 Karte                        | |                                           |                    | A 3438          |
| „Hirsch“-Apotheke   | „Hirsch“-Apotheke                                                                              | Friedrich-Breuer-Straße 44 Karte                        | | um 1907                                   |                    | A 3440          |
|                     |                                                                                                | Friedrich-Breuer-Straße 51 Karte                        | | um 1905                                   | 4. März 1999       | A 3451          |
|                     |                                                                                                | Friedrich-Breuer-Straße 52 Karte                        | |                                           |                    | A 790           |
| weitere Bilder      |                                                                                                | Friedrich-Breuer-Straße 54 Karte                        | |                                           |                    | A 776           |
| weitere Bilder      |                                                                                                | Friedrich-Breuer-Straße 55 Karte                        | |                                           |                    | A 3430          |
| weitere Bilder      | Wohnhaus des Bürgermeisters Friedrich Breuer                                                   | Friedrich-Breuer-Straße 57 Karte                        | | 1902                                      |                    | A 3445          |
|                     |                                                                                                | Friedrich-Breuer-Straße 60 Karte                        | |                                           |                    | A 3447          |
|                     |                                                                                                | Goetheallee 3 Karte                                     | |                                           |                    | A 912           |
|                     |                                                                                                | Goetheallee 5 Karte                                     | |                                           |                    | A 3439          |
| weitere Bilder      |                                                                                                | Goetheallee 30 Karte                                    | |                                           |                    | A 3847          |
| weitere Bilder      |                                                                                                | Goetheallee 40 Karte                                    | Villa in Formen von Art déco und Neuer Sachlichkeit | 1929                                      | 1985               | A 817           |
| weitere Bilder      | Hochbunker Beuel                                                                               | Goetheallee 53/Auf der Schleide Karte                   | Fünfgeschossiger Hochbunker mit Kellergeschoss; 2014 in Wohngebäude umgebaut | 1941                                      |                    | A 3187          |
| weitere Bilder      | Katholische Pfarrkirche St. Josef                                                              | Hermannstraße 35 Karte                                  | | 1880–1882, 1901–1903                      |                    | A 3713          |
| Ehemalige Wäscherei | Ehemalige Wäscherei                                                                            | Hermannstraße 61 Karte                                  | |                                           |                    | A 1114          |
|                     |                                                                                                | Hermannstraße 80 Karte                                  | |                                           |                    | A 1028          |
|                     |                                                                                                | Kreuzstraße 25 Karte                                    | |                                           |                    | A 426           |
|                     |                                                                                                | Kreuzstraße 27 Karte                                    | |                                           |                    | A 397           |
| weitere Bilder      | ehemalige „Hertz’sche Halle“, Wagenhalle der Stadtwerke                                        | Neustraße (123) Karte                                   | als Wagenhalle der elektrischen Bahn zwischen den damaligen Staatsbahnhöfen Bonn und Beuel entstanden | 1902                                      |                    | A 2812          |
| Krieger-Ehrenmal    | Krieger-Ehrenmal                                                                               | Platanenweg (Friedhof Beuel)                            | | 1927                                      |                    | A 3472          |
|                     |                                                                                                | Professor-Neu-Allee 6 Karte                             | |                                           |                    | A 3981          |
|                     |                                                                                                | Professor-Neu-Allee 11 Karte                            | |                                           |                    | A 3983          |
|                     |                                                                                                | Professor-Neu-Allee 12 Karte                            | |                                           |                    | A 3734          |
|                     |                                                                                                | Professor-Neu-Allee 16 Karte                            | |                                           |                    | A 3735          |
| weitere Bilder      |                                                                                                | Professor-Neu-Allee 18 Karte                            | |                                           |                    | A 3794          |
| weitere Bilder      |                                                                                                | Professor-Neu-Allee 19 Karte                            | |                                           |                    | A 1121          |
| weitere Bilder      |                                                                                                | Professor-Neu-Allee 20 Karte                            | |                                           |                    | A 3716          |
| weitere Bilder      |                                                                                                | Professor-Neu-Allee 21 Karte                            | |                                           |                    | A 3693          |
| weitere Bilder      |                                                                                                | Professor-Neu-Allee 23 Karte                            | |                                           |                    | A 3746          |
| weitere Bilder      |                                                                                                | Professor-Neu-Allee 35 Karte                            | |                                           |                    | A 3747          |
| weitere Bilder      |                                                                                                | Professor-Neu-Allee 38 Karte                            | |                                           |                    | A 3761          |
| weitere Bilder      |                                                                                                | Professor-Neu-Allee 40 Karte                            | |                                           |                    | A 3984          |
| weitere Bilder      |                                                                                                | Professor-Neu-Allee 43 Karte                            | |                                           |                    | A 3985          |
| weitere Bilder      |                                                                                                | Professor-Neu-Allee 45 Karte                            | |                                           |                    | A 3741          |
| weitere Bilder      |                                                                                                | Professor-Neu-Allee 47 Karte                            | |                                           |                    | A 3917          |
| weitere Bilder      |                                                                                                | Rathausstraße 38 Karte                                  | | 1909                                      | 12. September 2007 | A 3997          |
|                     |                                                                                                | Rathausstraße 42 Karte                                  | |                                           |                    | A 3987          |
|                     |                                                                                                | Rathausstraße 43 Karte                                  | |                                           |                    | A 3986          |
| weitere Bilder      | Krieger-Ehrenmal Beuel                                                                         | Rheinaustraße/Combahnstraße Karte                       | | 1877                                      |                    | A 1564          |
| Mauer und Torbogen  | Mauer und Torbogen                                                                             | Rheinaustraße 73 Karte                                  | |                                           |                    | A 370           |
|                     |                                                                                                | Rheinaustraße 97 Karte                                  | |                                           |                    | A 1985          |
| Torbogen            | Torbogen                                                                                       | Rheinaustraße 105 Karte                                 | | 18. Jahrhundert                           |                    | A 3836          |
| weitere Bilder      | Ehemaliger Bahnhof der Bröltalbahn/Rhein-Sieg-Eisenbahn AG einschließlich Bahnsteigüberdachung | Rheinaustraße 116 Karte                                 | | 1891, 1906                                |                    | A 1122          |
| weitere Bilder      | „Mehlem’sches Haus“                                                                            | Rheinaustraße 131 Karte                                 | | Mitte/Ende 18. Jahrhundert (datiert 1785) |                    | A 3952          |
| weitere Bilder      |                                                                                                | Rheindorfer Straße 12 Karte                             | |                                           |                    | A 3980          |
| weitere Bilder      |                                                                                                | Rheindorfer Straße 22/Combahnstraße Karte               | |                                           |                    | A 1566          |
| weitere Bilder      |                                                                                                | Rheindorfer Straße 36 Karte                             | |                                           |                    | A 1153          |
| weitere Bilder      |                                                                                                | Rheindorfer Straße 40 / Kaiser-Konrad-Straße Karte      | |                                           | bis Januar 1991    | A 1675          |
| weitere Bilder      | Steinwegekreuz Beuel „Gilles-Kreuz“                                                            | Ringstraße/Rudolf-Hahn-Straße Karte                     | | 1854                                      |                    | A 2395          |
| weitere Bilder      | Steinwegekreuz Beuel 1758, „Gödderts-Kreuz“                                                    | Siegfried-Leopold-Straße/Friedrich-Friesen-Straße Karte | | 1758                                      |                    | A 2840          |
| weitere Bilder      | Ehemaliges Kaiserliches Postamt                                                                | Siegfried-Leopold-Straße 72 Karte                       | |                                           |                    | A 609           |
| weitere Bilder      |                                                                                                | Steinerstraße 34 (ab 2004 Wagnergasse 2)                | |                                           |                    | A 1182          |
| weitere Bilder      |                                                                                                | Steinerstraße 36 (ab 2004 Wagnergasse 4)                | |                                           |                    | A 640           |
| weitere Bilder      |                                                                                                | Von-Sandt-Straße 27 Karte                               | |                                           |                    | A 881           |